# Upshire
Upshire – wieś w Anglii, w hrabstwie Essex, w dystrykcie Epping Forest. Leży 31 km na zachód od miasta Chelmsford i 24 km na północny wschód od Londynu. W latach 1870–1872 osada liczyła 961 mieszkańców.